# شتات استعماري
الشتات الاستعماري، هو مصطلح يطلق على مجموعة من الأشخاص الذين يعيشون خارج موطن أجدادهم، لأن أسلافهم هاجروا كجزء من ممارسة العصر الاستعماري اللذي اجبرهم من خلال الممارسات والضغط الاستعماري على ترك بلادهم الأصلية.

## أوروبا
في العصور القديمة، أنشأت الإمبراطورية اليونانية مستعمرات حول البحر الأبيض المتوسط، وفي أماكن بعيدة مثل شمال غرب جنوب آسيا.
خلال الحقبة الاستعمارية بعد الحرب العالمية الثانية هاجر مجموعات من الأوروبيون واستقرت هذه المجموعات الكبيرة في نصف الكرة الغربي وأستراليا.

## جنوب آسيا
تم نقل أكثر من مليون هندي كخدم للعمل بالسخرة إلى أجزاء أخرى من العالم خلال وجود الإمبراطورية البريطانية، إلى منطقة البحر الكاريبي وجنوب شرق أفريقيا.

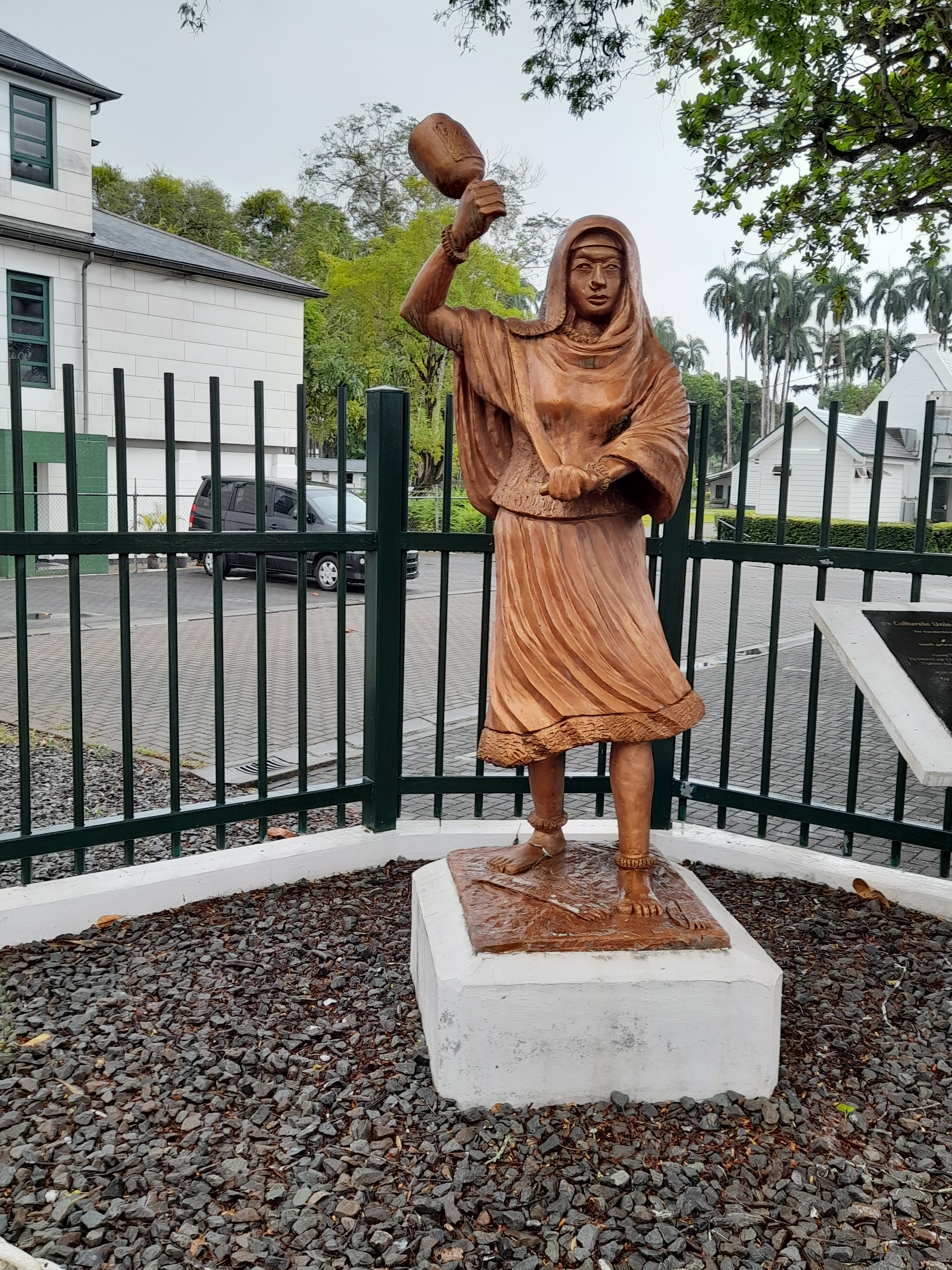
تمثال لجاني تيتاري، خادمة هندية بالسخرة توفيت في انتفاضة عام 1884 في سورينام

نظرًا لأنهم غادروا جنوب آسيا قبل استقلال الهند، فقد حُرموا في كثير من الأحيان من المواطنة في جنوب آسيا، وكانوا يُطردون أحيانًا أو يعاملون بطريقة أخرى في البلدان المضيفة لهم.

## الشتات ما بعد مرحلة الإستعمار
يتشابه الشتات ما بعد الاستعمار مع الشتات الاستعماري، من حيث أن الهجرة في كثير من الأحيان كانت  بسبب الطلب العالمي على العمالة وتحسين الأوضاع الحياتية، أو بدافع اللجوء السياسي والنفي والإحتلال، أو الاضطرابات السياسية في الدول.